# Leininger Peak
Der Leininger Peak ist ein 1135 m hoher Berg im Palmerland auf der Antarktischen Halbinsel. An der Wilkins-Küste ragt er auf der Nordseite der Basis der Eielson-Halbinsel auf.
Luftaufnahmen entstanden bei der US-amerikanischen Ronne Antarctic Research Expedition (1947–1948), deren Teilnehmer gemeinsam mit dem Falkland Islands Dependencies Survey 1947 Vermessungen vor Ort vornahmen. Expeditionsleiter Finn Ronne benannte ihn nach Commander Joseph Edward Leininger (1911–1996) von den Reservestreitkräften der United States Navy, der Ronnes Expedition als Beladungslogistiker für die bei der Forschungsreise verwendeten Transportschiffe behilflich war.